# آویز

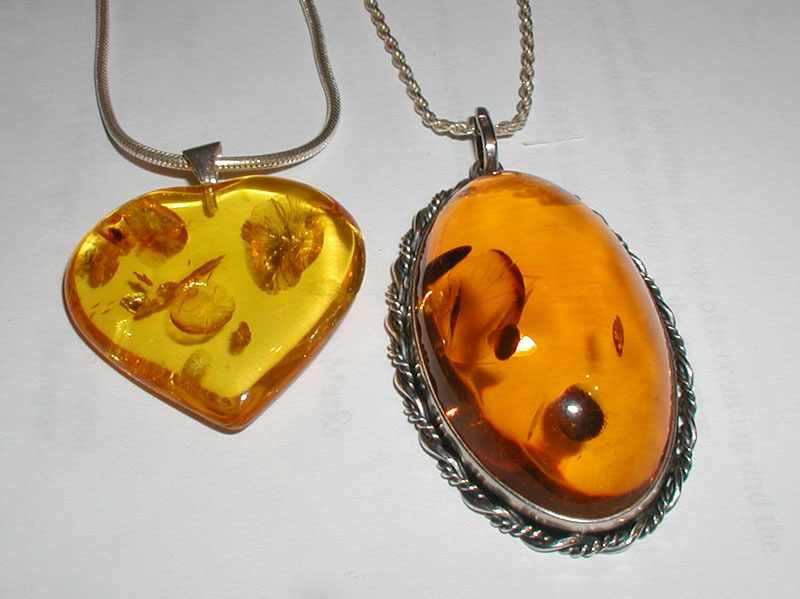
آویز کهربا

آویز (به انگلیسی: Pendant) یک نوع جواهر آویختنی است که بیشتر به گردنبند بسته می‌شود. گرچه می‌تواند به گوشواره نیز بسته شود.